# آدیداس تانگو ۱۲
آدیداس تانگو ۱۲ توپی است که شرکت آدیداس برای بازی‌های فوتبال جام ملت‌های اروپا ۲۰۱۲ طراحی کرده‌است. شرکت آدیداس از دو ماه قبل توپ تانگو ۱۲ را در اختیار باشگاه‌های مهم اروپا مثل بایرن مونیخ، چلسی، میلان و رئال مادرید قرار داده‌است تا همه مشکلات احتمالی آن حل شود. آدیداس تانگو ۱۲ در تمام آزمایش‌های فیفا، از جمله آزمایش وزن، اندازه، مقاومت و طراحی، بالاترین امتیاز را کسب کرده و برای بازی در شرایط مختلف جوی و مدت‌های طولانی بسیار مناسب است.